# Serrat de Romers
El Serrat de Romers és un serrat del municipi de Conca de Dalt, antigament del de Toralla i Serradell, en l'àmbit del poble d'Erinyà.
Està situat al sud-est d'Erinyà, al sud-oest de la partida de Matavaques, al sud-est de la Collada i al nord-est del paratge de lo Batllet.

## Raferències
1. ↑  Institut Cartogràfic de Catalunya